# Liste der Mitglieder der American Academy of Arts and Sciences/1819
Im Jahr 1819 wählte die American Academy of Arts and Sciences drei Personen zu ihren Mitgliedern.

## Neu gewählte Mitglieder
- Daniel Drake (1785–1852)
- Francis Calley Gray (1790–1856)
- Nathan Hale (1784–1863)